# Mornese
Mornese – miejscowość i gmina we Włoszech, w regionie Piemont, w prowincji Alessandria.
Według danych na styczeń 2010 gminę zamieszkiwało 738 osób przy gęstości zaludnienia 55,5 os./1 km².